# Андрєєв Володимир Антонович
Володимир Антонович Андрє́єв (нар. 6 червня 1872, Одеса — пом. невідомо) — український і російський малювальник і гравер.

## Біографія
Народився 25 травня (6 червня) 1872 року в Одесі. Закінчив Київське реальне училище. З 1883 по 1890 рік навчався у Київській малювальній школі М. Мурашка. Від серпня 1890 року — учень із живопису Санкт-Петербурзької академії мистецтв. 1893 року отримав малу і велику срібні медалі, 1895 року — звання некласного художника. Тоді ж зарахований на граверне відділення до В. Мате, 1897 року здобув звання художника за офорт і праці з прикладного мистецтва, стипендію Академії мистецтв.
1899 року запрошений завідувати художньою частиною установи графічних мистецтв А. Гудшона в Києві, влаштував міжнародну виставку афіші. У 1903—1909 роках — керівник Кальванської гранильної фабрики на Алтаї; 1910 року призначений головним майстром Петергофської гранильної фабрики. Співпрацював з журналами «Шут» і «Свободное художество».

## Твори
- офорти:
  - «Портрет В. Дашкова» (1900);
  - «Біля мечеті»;
  - «Портрет літнього чоловіка»;
- ілюстрації до поеми М. Гоголя «Мертві душі» (1901);
- плакат «Заведение графических искусств А. Гудшона».